# Friedrich Aue
Friedrich Aue (Dodendorf, Porosz Királyság, 1896. július 27. – 1944. november 27.) német politikus. A Harmadik Birodalom idején az ellenállásban szolgált, 1944 februárjában tartóztatták le és szállították a Brandenburg an der Haveli börtönbe, ahol kivégezték. Magdeburgban utcát neveztek el róla.